# Axel Grandjean
Axel Carl William Grandjean (født 9. marts 1847 i København, død 11. februar 1932 smst) var en dansk komponist og dirigent. 
Han var far til heraldikeren Poul Bredo Grandjean. 
Axel Grandjean var en af de første elever på Det Kongelige Danske Musikkonservatorium og havde notabiliteter som Niels W. Gade, J.P.E. Hartmann, August Winding og Johan Christian Gebauer som lærere. Han forsøgte sig også som skuespiller, idet han i 1869 med succes spillede rollen som Arv i Holbergs skuespil Jean de France. Han opgav dog hurtigt skuespillet og koncentrerede sig om musikken. 
Allerede samme år tog han på en studierejse til Tyskland og Paris. Efter hjemkomsten virkede han som musiklærer og efterhånden også som dirigent bl.a. ved Dagmarteatret. I 1897 fik han Det anckerske Legat og tog igen på studierejse til Tyskland. I 1899-1914 var han korsyngemester og 1914-1918 syngemester ved Det Kongelige Teater og samtidig dirigerede han musikken til en del skuespil, balletter og vaudeviller. Jævnsides med dette arbejde komponerede han en del musik til operaer (f.eks. I Møllen skrevet af Sophus Bauditz 1885), skuespil og balletter, men også sange og klaverstykker. Desuden lavede han klaverarrangementer bl.a. til et 3-bindsværk med en lang række sange fra 1800-tallets vaudeviller og skuespil samt bind 3 i et værk udgivet i anledning af Holbergs 200-års fødsel. Bindet rummede den musik, der havde været brugt til opførelser af Holbergs komedier, fundet frem fra arkiverne på teatret og Det Kongelige Bibliotek. I 1917 blev han ridder af Dannebrog og i 1919 udgav han sine erindringer.

## Musik
- op. 1 Fra Norge (sange)
- op. 2 Madonna (Tre Sonnetter for baryton og klaver)
- op. 3 Billeder til den lille Havfrue (klaver)
- op. 5 Oder af Horats
- op. 6 Ragnvalds og Kranes Kvad ved Helges Gravøl (sang)
- op. 8 Sommerliv, Høstminde, Vinter (sange)
- op. 10 Hroars Drapa (sang)
- op. 11 Persische Lieder von Hafis
- op. 12 De to Armringe (opera 1876)
- op. 13 Kjærlighedssange
- op. 14 Svenska Sånger
- op. 16 Bacchusfesten (ballet 1879)
- op. 17 I Karnevalstiden (ballet 1878)
- op. 19 Fire Sange af Holger Drachmann
- op. 20 Columba (opera 1872)
- op. 21 Billeder til Ole Luköie (klaver)
- op. 22 Fem lyriske Sange
- op. 23 Dagens Sange
- op. 26 Folkeviser af Ernst von der Recke
- op. 27 I Møllen (opera 1885)
- op. 28 Svenska Sånger
- op. 29 Sex Sange af Ernst von der Recke
- op. 30 Balletdivertissement
- op. 32 Chansons de Molière
- op. 33 Forårsdigte af Ernst von der Recke (duetter)
- op. 35 Lystspil-Ouverture
- op. 37 Broder Rus (skuespil 1889)
- op. 38 Året rundt (duetter)
- op. 42 Oluf (opera 1897)
- op. 43 Af Carlo Moris Sange
- op. 44 Chansons français
- op. 45 Helgensværdet (opera-ballet 1901)
- op. 47 Lyriske Sange
- op. 54 Smeden på Helgoland (sang med orkester)

- Serénade espagnole
- Ingenieurkorpsets Honneurmarche (1884)
- Blomsterfeernes Dronning (skuespil)
- Vi hilse dig, vort nye Hjem... (kantate for solo, kor og orkester)
- Fruen på Trollesholm (skuespil)
- Kjøbmanden i Venedig (skuespil)
- Opstandelse (kor)
- Aften og Morgen (kor og orkester)
- Tre Karakterstykker for Klaver